# DB 320
A DB V 320 egy nagy teljesítményű, német dízelmozdony volt. Csak egy prototípus épült a Henschelnél. A DB eladta és egy magánvasúthoz került.

## Története
A mozdony eredetileg nehéz tehervonatok és gyorsvonatok vontatására épült a nem villamosított fővonalakra. A mozdony maximális sebessége 160 km/h volt, jelenleg azonban csak 120 km/h. A prototípus kiváló eredményeket mutatott a próbák és vonali szolgálatok alatt. Főleg nehéz, hegyi jellegű pályákon teljesített szolgálatot. Azonban nem került sorozatgyártásba.